# Christian Reformed Church

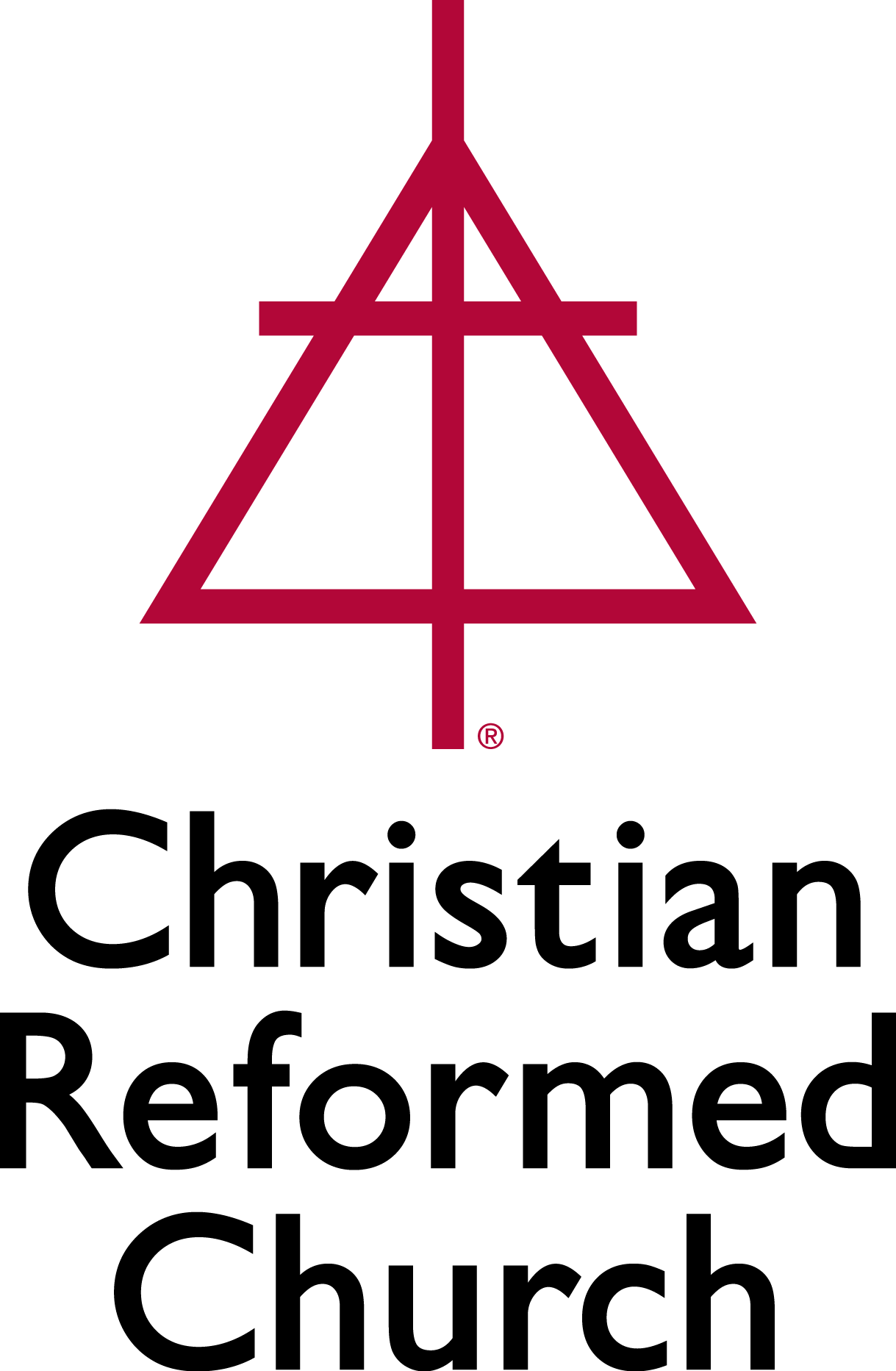
Het officiële logo van de CRC

De Christian Reformed Church in Noord-Amerika (CRCNA of CRC) is een protestants-christelijk kerkgenootschap in de Verenigde Staten en Canada. Het kerkgenootschap heeft Nederlandse wortels, het is namelijk in 1857 gesticht door Nederlandse immigranten die behoorden tot de Nederlandse Hervormde Kerk.

## Belijdenis
De Christian Reformed Church onderschrijft officieel de oecumenische credo's - de Apostolische geloofsbelijdenis, de Geloofsbelijdenis van Nicea-Constantinopel en de Geloofsbelijdenis van Athanasius - evenals drie gereformeerde belijdenisgeschriften: de Nederlandse Geloofsbelijdenis, de Heidelbergse Catechismus, en de Dordtse Leerregels. Daarnaast heeft de kerk een hedendaagse belijdenis Our world belongs to God en aanvaardt ze de Belijdenis van Belhar.

## Onderwijsinstellingen
In 1875 opende het kerkverband een theologische school in Grand Rapids te Michigan: het Calvin Theological Seminary. De CRC heeft nog twee theologische opleidingen: het Kuyper College en het Institute for Christian Studies. Bij de CRC behoren daarnaast Calvin University (eveneens in Grand Rapids gevestigd en nauw verbonden met het Calvin Theological Seminary) en vier andere liberal arts colleges: Dordt College, Trinity Christian College, Redeemer University College en The King's University. 

## Bekende leden
- Louis Berkhof, theoloog
- Scott Brown, Amerikaans politicus
- Betsy DeVos, minister van onderwijs van de VS
- William Frankena. moraalfilosoof
- Alvin Plantinga, filosoof
- Nicholas Wolterstorff, filosoof